# Horizon Patho
El Horizon Patho es un equipo de fútbol de Nueva Caledonia que juega la Superliga de Nueva Caledonia. El club tiene como sede en Maré.

## Historia
Fue fundado en el año de 1967 y también cuenta con una sección de Voleibol y Criquet. En el año 2016 debutó en la Superliga de Nueva Caledonia, donde finalizó 5.ª posición siendo la pequeña sorpresa de la temporada. En la temporada 2020-21 logró se convirtió en subcampeón y accede a la Liga de Campeones de la OFC por primera vez en su historia en 2021.